# Петрушина коса
Петрушина коса (также встречаются следующие названия: Петрушенская коса, Петрушанская коса, Петрушинская коса) — небольшая узкая песчаная коса, расположенная на северном российском побережье Азовского моря, в Таганрогском заливе, недалеко от города Таганрог, примерно в 25 км к востоку от Беглицкой косы. Административно Петрушина коса входит в состав Новобессергеневского сельского поселения Неклиновского района, Ростовской области.

## Историческое значение
В 1696 году, после взятия Азова, Пётр I начал постройку крепостных сооружений на Миусском полуострове. Первым делом было начато строительство Павловского форта у Петрушиной косы. В дальнейшем эти укрепления служили в качестве дополнительной оборонительной линии Троицкой крепости на Таганьем Рогу.
В июле 1711 года, когда турки пытались захватить Таганрог, в районе Петрушиной косы произошло сражение, в результате которого сухопутные части Русского царства разгромили турецкий десант.
26 октября 1941 года, по приказу коменданта, евреев проживавших в оккупированном немецкими войсками Таганроге, после обыска и изъятия личных вещей, отправили на Петрушинскую косу, где их всех расстреляли у юго-восточного берега. В общей же сложности, за время Второй мировой войны, на Петрушинской косе, замучено и расстреляно около 10 тысяч человек, захороненных впоследствии в расположенной поблизости Петрушинской балке («Балка смерти»). В 1950-х годах, в память о пострадавших, тут были посажены деревья.

## Население
У основания Петрушиной косы, вплотную к берегу, расположено село Петрушино (Петрушина Коса), входящее в состав Новобессергеневского сельского поселения.

## Упоминание в литературных произведениях
- Упоминается в произведениях писателя Константина Паустовского «Книга о жизни» и «Рождение моря».[9]
- Также о Балке смерти упоминается в книге Генриха Гофмана «Герои Таганрога» (М: «Молодая гвардия», 1970), так как в этом печально известном месте производились массовые казни жителей оккупированного города, в том числе и подпольщиков[10].